# تروبنی (آستراخان)
تروبنی (به لاتین: Trubny) یک منطقهٔ مسکونی در روسیه است که در استان آستراخان واقع شده‌است.